# Chris Webber
Mayce Edward Christopher „Chris“ Webber III (* 1. März 1973 in Detroit, Michigan) ist ein ehemaliger US-amerikanischer Basketballspieler. Er spielte von 1993 bis 2008 in der nordamerikanischen Profiliga NBA bei den Golden State Warriors, Washington Bullets, Sacramento Kings, Philadelphia 76ers und Detroit Pistons.
In seiner Zeit mit den Bullets und Kings war Webber unter anderem fünfmal NBA All-Star und wurde in fünf All-NBA-Teams gewählt. In seiner Debütsaison im Jahr 1993/94 gewann er außerdem den NBA Rookie of the Year Award.

## Karriere

### High School
Webber besuchte die Detroit Country Day School in Beverly Hills, Michigan. In seinem Senior-Jahr auf der Highschool erzielte Webber im Schnitt 29,4 Punkte und 13 Rebounds. In diesem Jahr wurde er mit dem Mr. Basketball-Award des Staates Michigan ausgezeichnet und zum National High School Player of the Year gewählt. Während seiner Zeit an der Country Day Highschool verhalf er dieser zu 3 Titeln. Im November 2005 wurde sein High-School-Trikot mit der Nummer 44 zurückgezogen (d. h., sie wird nicht mehr an Spieler vergeben).

### College

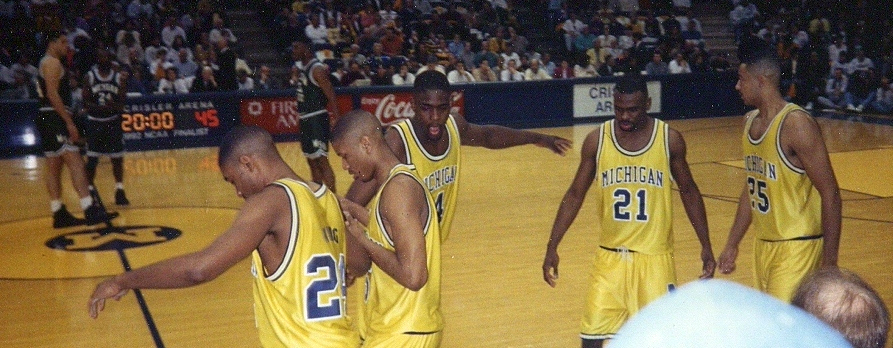
Die Fab-Five: King, Rose, Webber, Jackson und Howard (v. l. n. r.)

Webber besuchte die University of Michigan, wo er für die Michigan Wolverines spielte. Dort wurde er zusammen mit Jalen Rose, Juwan Howard, Jimmy King und Ray Jackson als die Fab-Five bekannt. Die Wolverines erreichten mit den Fab-Five 1992 und 1993 das Finale der NCAA Division I Basketball Championship, verloren allerdings in beiden Jahren. Im Finale 1993 unterlief Webber ein folgenschwerer Fehler: Mit 11 Sekunden auf der Uhr beantragte er eine Auszeit, obwohl Michigan schon alle aufgebraucht hatte. Somit wurde gegen die Wolverines ein technisches Foul verhängt und sie verloren die Partie mit 77-71.

### NBA

#### Golden State Warriors (1993–1994)
Im NBA-Draft 1993 wählten die Orlando Magic Webber als ersten Pick des Drafts. Orlando gab Webber jedoch direkt für Penny Hardaway und 3 zukünftige Draft-Picks an die Golden State Warriors ab. In seiner ersten Saison erzielte Webber in 76 Partien im Schnitt 17,5 Punkte und 9,1 Rebounds. Zum Ende der Saison wurde er als Rookie of the Year (Neuling des Jahres) ausgezeichnet. Mit den Warriors erreichte Webber auch die Playoffs, wo man allerdings in der ersten Runde gegen die Phoenix Suns verlor.

#### Washington Bullets/Wizards (1994–1998)
Im Sommer 1994 kam es zum Bruch zwischen Webber und Trainer Don Nelson. Webber forderte folglich einen Wechsel zu einem anderen Team. Daraufhin gab Golden State ihn im Tausch für Tom Gugliotta und 3 zukünftige Picks zu den Washington Bullets. Dort spielte Webber wieder mit Juwan Howard zusammen. Nachdem in seinen ersten beiden Saisons bei den Bullets die Playoffs nicht erreicht werden konnten, erreichten die Bullets in der Saison 1996/97 das erste Mal seit acht Jahren wieder die Playoffs. Webber erzielte in dieser Saison im Schnitt 20,1 Punkte, 10,3 Rebounds und wurde außerdem zum ersten Mal ins All-Star Game gewählt. Dennoch verloren die Bullets in der ersten Runde der Playoffs gegen die Chicago Bulls um Michael Jordan. In seiner letzten Saison in Washington erzielte Webber 21,9 Punkte und 9,5 Rebounds pro Spiel. Die Wizards (Zu Beginn der Saison 1997/98 wurden die Washington Bullets in Washington Wizards umbenannt) verpassten in dieser Saison die Playoffs.
Abseits des Feldes sorgte Webber 1998 für Schlagzeilen, da er unter Marihuanaeinfluss Auto gefahren sein soll. Er wurde von der Anklage in diesem Punkt freigesprochen.

#### Sacramento Kings (1998–2005)
1998 wurde Webber von den Wizards, für Mitch Richmond und Otis Thorpe, zu den Sacramento Kings gegeben. Unter dem neuen Headcoach Rick Adelman konnten die Kings mit Webber, Corliss Williamson, dem ebenfalls neu verpflichteten Vlade Divac, sowie den Rookies Peja Stojaković und Jason Williams erstmals seit dem Umzug von Kansas City nach Sacramento 1985 die Saison mit einer positiven Bilanz beenden. Mit 27 Siegen und 23 Niederlagen (die Saison 1998/99 war aufgrund eines Lockouts verkürzt) erreichten die Kings die Playoffs. Dort verloren sie allerdings in der ersten Runde gegen die Utah Jazz. Webber erzielte in der regulären Saison im Schnitt 20 Punkte 13,0 Rebounds und 2,1 Blocks. In den folgenden Jahren wurden die Kings mit Webber, Divac, Stojaković, Williams und den späteren Neuverpflichtungen Doug Christie und Mike Bibby für ihre Spielweise mit der Princeton offense bekannt.
Nachdem Webber in den nächsten beiden Saisons mit den Kings beide Male die Playoffs erreichte und auch in beiden Saisons in das All-Star Spiel gewählt wurde, erreichten die Kings in der Saison 2001/02 als Divisionsieger das Western-Conference-Finale. Dort verlor man in sieben Spielen gegen die späteren NBA-Champions die Los Angeles Lakers. In den beiden folgenden Saisons schaffte es Webber mit den Kings beide Male in die Playoffs, wo sie allerdings im Conference-Halbfinale scheiterten. In der Saison 2003/04 spielte Webber allerdings nur 23 Spiele, da er sich zu Beginn der Saison eine schwere Knieverletzung zuzog und erst gegen Ende der Saison wieder fit wurde.
Mit den Kings genoss Webber die besten Spielzeiten seiner Karriere – er wurde vier Mal All-Star, zwei Mal ins All-NBA Second Team und ein Mal ins All-NBA Third Team gewählt.

#### Philadelphia 76ers (2005–2007)
In der Saison 2004/05 wurde Webber im Februar 2005 zu den Philadelphia 76ers transferiert. Dort spielte Webber mit Allen Iverson und Andre Iguodala in einem Team. Nach seiner Knieverletzung 2003 konnte Webber nicht mehr an alte Stärke anknüpfen und wurde im Januar 2007 von den 76ers entlassen.

#### Detroit Pistons (2007)
Noch im Januar 2007 unterschrieb Webber einen Vertrag bei den Detroit Pistons. Dort sollte er helfen den Weggang von Ben Wallace zu kompensieren. Webber wurde für Nazr Mohammed in der Starting Five aufgestellt. In den Playoffs erreichten die Pistons das Eastern-Conference-Finale, wo sie den Cleveland Cavaliers unterlagen.
Nach der Saison entschieden die Pistons sich Webber keinen neuen Vertrag anzubieten.

#### Golden State Warriors (2008)
Nach einer Auszeit von Sommer 2007 bis Januar 2008, in der er unter anderem einen Vertrag von Olympiakos Piräus angeboten bekommen hatte (das höchstdotierte Angebot, das ein US-Basketballer im Ausland bis dahin bekommen hat), unterzeichnete Webber bei den Golden State Warriors, wo unter dem aktuellen Trainer Don Nelson seine Karriere im Jahre 1993 begonnen hatte. Nach einer Saison beendete Webber am 26. März 2008 wegen chronischer Kniebeschwerden seine Karriere.

## Sonstiges
- 2002 hatte Webber einen Gastauftritt im Kinofilm Like Mike.
- 2018, kleine Gastrolle in der Komödie Uncle Drew.
- Das Lied Blunt Ashes von Rapper Nas wurde von Webber produziert.
- Nachdem Webber sich 2008 vom professionellen Basketball zurückgezogen hat, arbeitet er nun als Analyst für NBA TV.
- Am 16. Mai 2021 wurde bekanntgegeben, dass Webber in die Naismith Memorial Basketball Hall of Fame aufgenommen wird.[10]

## Auszeichnungen
NBA
- 5× All-Star (1997, 2000, 2001, 2002, 2003)
- 5× All-NBA
  - 1st Team: 2001
  - 2nd Team: 1999, 2002, 2003
  - 3rd Team: 2000
- NBA Rookie of the Year (1994)
- NBA All-Rookie Team (1994)
- Bester Rebounder der NBA (13.0 RPG) (1999)

Highschool und College
- National High School Player of the Year (1990–1991)
- NCAA Men’s Division I Basketball All-American (1993)
- NCAA All Tournament 1st Team (1992, 1993)

Sonstige
- Nummern die nicht mehr vergeben werden: #44 Detroit Country Day School (2005), #4 Sacramento Kings[11] (2009)

## NBA-Statistiken

### Regular Season
| Saison   | Team         | GP  | GS  | MPG  | FG % | 3P % | FT % | RPG  | APG | SPG | BPG | PPG  |
| -------- | ------------ | --- | --- | ---- | ---- | ---- | ---- | ---- | --- | --- | --- | ---- |
| 1993–94  | Golden State | 76  | 76  | 32.1 | .552 | .000 | .532 | 9.1  | 3.6 | 1.2 | 2.2 | 17.5 |
| 1994–95  | Washington   | 54  | 52  | 38.3 | .495 | .276 | .502 | 9.6  | 4.7 | 1.5 | 1.6 | 20.1 |
| 1995–96  | Washington   | 15  | 15  | 37.2 | .543 | .441 | .594 | 7.6  | 5.0 | 1.8 | .6  | 23.7 |
| 1996–97  | Washington   | 72  | 72  | 39.0 | .518 | .397 | .565 | 10.3 | 4.6 | 1.7 | 1.9 | 20.1 |
| 1997–98  | Washington   | 71  | 71  | 39.6 | .482 | .317 | .589 | 9.5  | 3.8 | 1.6 | 1.6 | 21.9 |
| 1998–99  | Sacramento   | 42  | 42  | 40.9 | .486 | .118 | .454 | 13.0 | 4.1 | 1.4 | 2.1 | 20.0 |
| 1999–00  | Sacramento   | 75  | 75  | 38.4 | .483 | .284 | .751 | 10.5 | 4.6 | 1.6 | 1.7 | 24.5 |
| 2000–01  | Sacramento   | 70  | 70  | 40.5 | .481 | .071 | .703 | 11.1 | 4.2 | 1.3 | 1.7 | 27.1 |
| 2001–02  | Sacramento   | 54  | 54  | 38.4 | .495 | .263 | .749 | 10.1 | 4.8 | 1.7 | 1.4 | 24.5 |
| 2002–03  | Sacramento   | 67  | 67  | 39.1 | .461 | .238 | .607 | 10.5 | 5.4 | 1.6 | 1.3 | 23.0 |
| 2003–04  | Sacramento   | 23  | 23  | 36.1 | .413 | .200 | .711 | 8.7  | 4.6 | 1.3 | .9  | 18.7 |
| 2004–05  | Sacramento   | 46  | 46  | 36.3 | .449 | .379 | .799 | 9.7  | 5.5 | 1.5 | .7  | 21.3 |
| 2004–05  | Philadelphia | 21  | 21  | 33.4 | .391 | .267 | .776 | 7.9  | 3.1 | 1.2 | .9  | 15.6 |
| 2005–06  | Philadelphia | 75  | 75  | 38.6 | .434 | .273 | .756 | 9.9  | 3.4 | 1.4 | .8  | 20.2 |
| 2006–07  | Philadelphia | 18  | 18  | 30.2 | .387 | .400 | .643 | 8.3  | 3.4 | 1.0 | .8  | 11.0 |
| 2006–07  | Detroit      | 43  | 42  | 29.7 | .489 | .333 | .636 | 6.7  | 3.0 | 1.0 | .6  | 11.3 |
| 2007–08  | Golden State | 9   | 8   | 14.0 | .484 | .000 | .417 | 3.6  | 2.0 | .4  | .7  | 3.9  |
| Gesamt   |              | 831 | 827 | 37.1 | .479 | .299 | .649 | 9.8  | 4.2 | 1.4 | 1.4 | 20.7 |
| All-Star |              | 4   | 4   | 19.0 | .371 | .333 | .375 | 6.0  | 3.3 | 1.0 | -   | 7.5  |

### Playoffs
| Saison  | Team         | GP | GS | MPG  | FG % | 3P % | FT % | RPG  | APG | SPG | BPG | PPG  |
| ------- | ------------ | -- | -- | ---- | ---- | ---- | ---- | ---- | --- | --- | --- | ---- |
| 1993–94 | Golden State | 3  | 3  | 36.3 | .550 | .000 | .300 | 8.7  | 9.0 | 1.0 | 3.0 | 15.7 |
| 1996–97 | Washington   | 3  | 3  | 35.3 | .633 | .455 | .500 | 8.0  | 3.3 | .7  | 2.3 | 15.7 |
| 1998–99 | Sacramento   | 5  | 5  | 38.4 | .388 | .286 | .400 | 9.4  | 4.0 | 1.8 | 1.0 | 14.8 |
| 1999–00 | Sacramento   | 5  | 5  | 39.2 | .427 | .200 | .794 | 9.6  | 5.4 | 1.6 | 2.0 | 24.4 |
| 2000–01 | Sacramento   | 8  | 8  | 43.5 | .388 | .000 | .694 | 11.5 | 3.1 | 1.1 | 1.0 | 23.3 |
| 2001–02 | Sacramento   | 16 | 16 | 41.7 | .502 | .000 | .596 | 10.8 | 4.7 | .9  | 1.6 | 23.7 |
| 2002–03 | Sacramento   | 7  | 7  | 35.1 | .496 | .000 | .653 | 8.3  | 3.6 | 1.4 | 1.1 | 23.7 |
| 2003–04 | Sacramento   | 12 | 12 | 37.2 | .452 | .250 | .615 | 8.3  | 3.7 | 1.3 | .8  | 18.4 |
| 2004–05 | Philadelphia | 5  | 5  | 37.2 | .411 | .357 | .750 | 5.8  | 2.8 | 1.2 | .2  | 19.0 |
| 2006–07 | Detroit      | 16 | 16 | 25.2 | .524 | .000 | .531 | 6.3  | 1.5 | .9  | .6  | 9.9  |
| Gesamt  |              | 80 | 80 | 36.2 | .464 | .269 | .611 | 8.7  | 3.6 | 1.1 | 1.1 | 18.7 |